# Rodenbach
Rodenbach és un municipi del Districte de Kaiserslautern, a la regió del Palatinat de l'estat de Renània-Palatinat (Alemanya). Rodenbach té el mateix nom que el rierol que hi passa. Amb la pluja, el rierol de Rodenbach es tenyeix a causa del fang rogenc que arrossega l'aigua del riu. Primerament el riu va ser anomenat Rotenbach (rierol roig) i amb el pas del temps el nom va ser canviat pel de Rodenbach.

## Geografia
Rodenbach està situat a 9 kilòmetres al nord-oest de Kaiserslautern. El municipi pertany al subdistricte de Weilerbach, que té la seu administrativa localitzada a Weilerbach. Els municipis veïns de Rodenbach són Weilerbach, Mackenbach, Einsiedlerhof i Siegelbach (aquests dos últims pertanyents a la ciutat de Kaiserslautern).
Al sud del municipi hi ha una petita serra boscosa que separa Rodenbach de la depressió on està la ciutat de Kaiserslautern. Als voltants del poble hi predominen els camps, que s'estenen al nord, est i oest, amb algunes zones boscoses. Cap al nord el relleu es va marcant, és el principi del que més endins és la zona muntanyosa del nord del Palatinat (Nordpfalz).

### Clima
El clima de Rodenbach sol ser moderat:
| Mes                     | Gen   | Feb   | Mar   | Abr   | Mai   | Jun   | Jul   | Ago   | Set   | Oct   | Nov   | Des   |
| Màxims (valors mitjans) | 04 °C | 05 °C | 10 °C | 13 °C | 19 °C | 22 °C | 25 °C | 25 °C | 20 °C | 15 °C | 09 °C | 05 °C |
| Mínims (valors mitjans) | -1 °C | -2 °C | 02 °C | 03 °C | 08 °C | 12 °C | 14 °C | 13 °C | 09 °C | 06 °C | 03 °C | 01 °C |

## Història

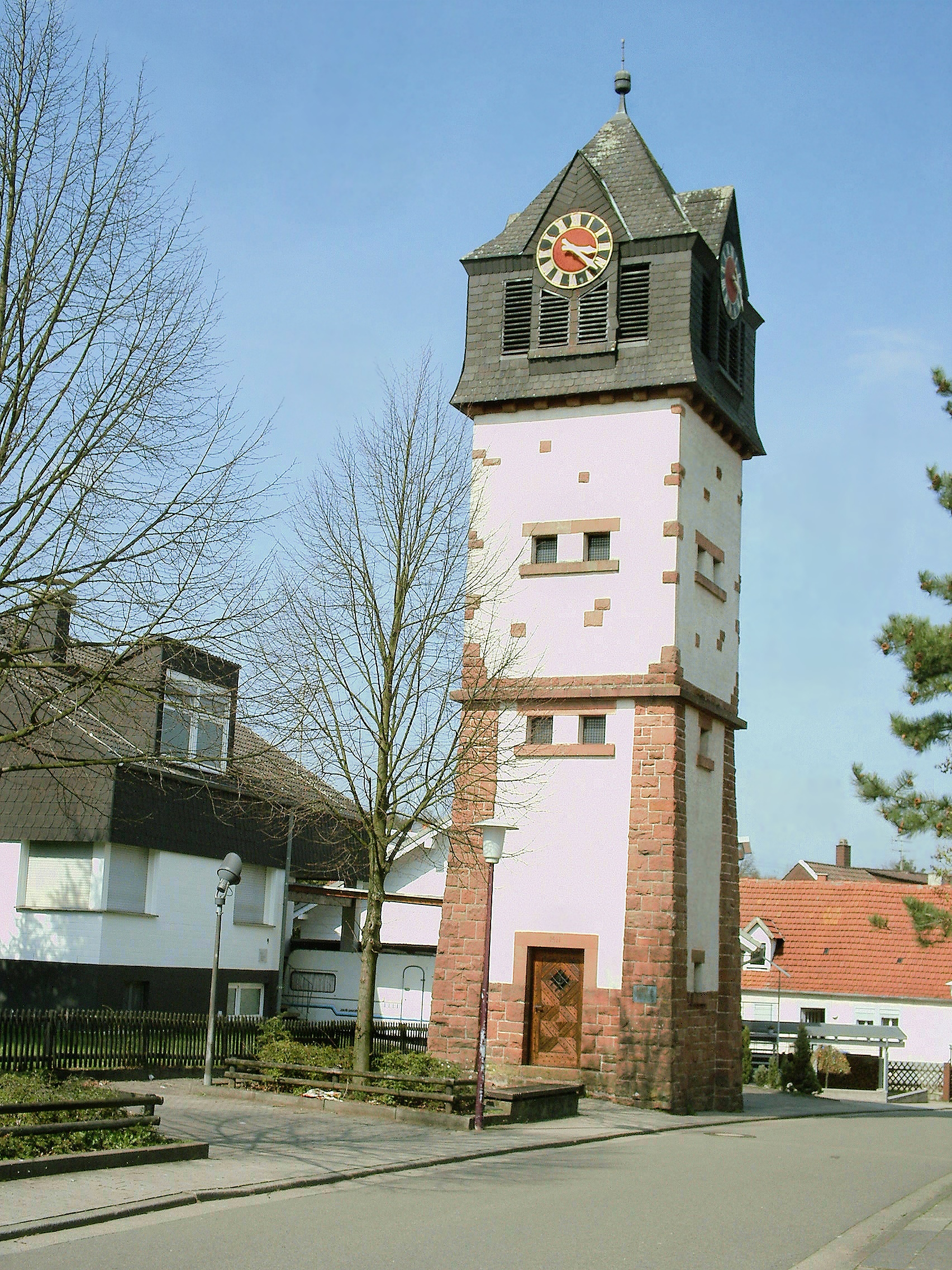
La Glockenturm de Rodenbach

El poble es va fundar aproximadament l'any 1300, el 2000 es va celebrar el seu 700è aniversari. El 1595 va ser descoberta una cort pagana, utilitzada pels celtes com a lloc d'assemblea. La cort consta de 12 pedres, utilitzades antigament com a seients, en rotllana i una tretzena més alta al centre, probablement per al cap o el president de la cerimònia. El 1614, durant el regnat de Frederic V del Palatinat al Kurpfalz, es va aixecar als voltants de Rodenbach un edifici de comandància per a controlar l'àrea conegut com a Komtureihofgebäude. El 1874 es va trobar un túmul celta anomenat Fuchshübel. Els nombrosos objectes enterrats juntament amb la tomba, indiquen que es tractava d'un home important. La tomba celta està datada del 400 aC, i en l'any del seu descobriment va ser considerada la troballa més important de l'època La Tène del nord dels Alps. La Glockenturm, o torre del rellotge, va ser construïda el 1911 a la Turmstraße.

## Blasó
L'escut d'armes de Rodenbach té un fons blau cel, sobre el qual hi ha, de color plata, una pala que simbolitza la desforestació, o la tala d'arbres per a crear espais oberts amb el fi de fer créixer cultiu; i a sota la pala, una sanefa serpentejant que representa el rierol de Rodenbach.

## Política

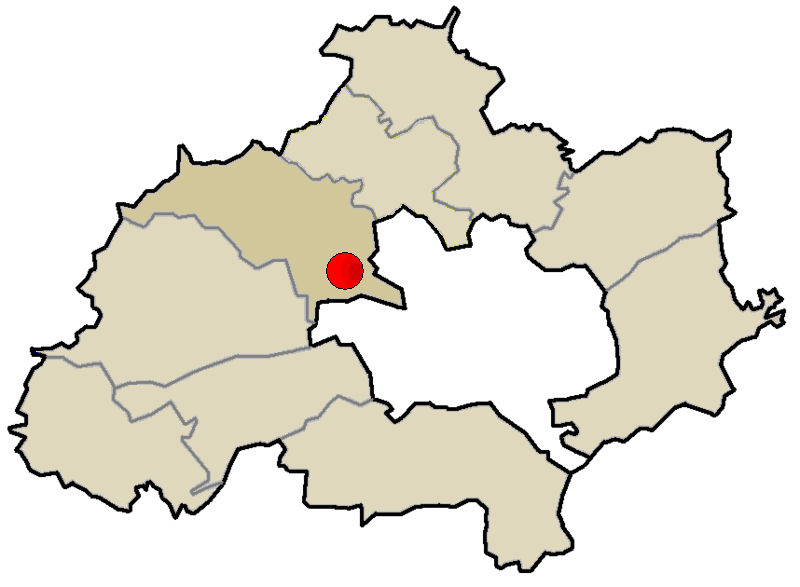
Localització de Rodenbach al Districte de Kaiserslautern

### Consell municipal
En les eleccions al consell municipal (Gemeinderat en alemany) del 13 de juliol de 2004 va donar el resultat següent:
1. SPD (Partit Socialdemòcrata d'Alemanya) 37,6%, 8 escons
2. FWG (Associació de votants independent) 24,2%, 5 escons
3. CDU (Unió Cristiana Demòcrata d'Alemanya) 20,9%, 4 escons
4. WeinROD 17,3%, 3 escons

El major percentatge de vots per un partit només ha sigut superat en una ocasió al del 2004, el 1999 es va arribar al 39,3% (8 escons).

### Alcalde
En aquest moment, l'alcalde de Rodenbach és Georg Reuß, del Partit Socialdemòcrata d'Alemanya (SPD).

## Economia i infraestructures

### Trànsit
La Verkehrsverbund Rhein-Neckar enllaça Rodenbach amb les parades de Haltestellen Aral, Bahnhof Abzweigung, Ortsmitte, Hünengrab, Schwimmbad i Weilerbacher Wäldchen.
El municipi també té connexions a la Bundesautobahn 6 que travessa Alemanya d'est a oest.
Altres edificacions antigues del pobles són una granja de llet i un safareig públic.

### Cultura
La Grundschule Rodenbach és l'escola primària del poble. A més a més Rodenbach compta amb una biblioteca, un centre de contingut multimèdia i una granja-escola de l'associació d'agricultors i horticultors de Rodenbach.

### Indústria
Rodenbach té l'anomenada Am Tränkwald, una zona industrial on tenen lloc empreses com "Zwicky Gmbh" o "Höhn Baumarkt". Al nord hi ha una altra zona industrial, la Industriegebiet KL-Nord, on estan situades una sèrie d'empreses, per exemple, "Wessamat" o la tradicional empresa de Kaiserslautern, Pfaff.

## Lleure
A Rodenbach hi ha la piscina Waldschwimmbad, un camp de minigolf, una ruta de marxa nòrdica, un camp de futbol, diverses taules de tennis de taula, una pista de bàsquet, una de voleibol-platja, dues granges eqüestres i camins per fer a peu i amb bicicleta.
El Skulpturenweg Rodenbach és un camí de 3 kilòmetres que passa pel mig del bosc i arriba prop de Kaiserslautern. En aquesta ruta té l'atractiu que es poden veure fins a 19 escultures de diferents escultors a mesura que es va caminant.
Continuant en l'àmbit de l'aire lliure Rodenbach posseeix la reserva natural Rodenbacher Bruch i una secció de tells protegits, així com un roure centenari.

## Personalitats
- Helene Valentin (23 de gener de 1895 - 7 de juliol de 1941), pintora i poeta.
- Kurt Albrecht (4 de juny de 1927 - 28 d'abril de 1945), mariner de l'armada Kriegsmarine, va ser executat per deserció.
- Gerold Scheuermann (29 de gener de 1929), historiador i escriptor.
- Hans-Peter Briegel (11 d'octubre de 1955), futbolista i entrenador. Campió d'Europa el 1980.